# Надбульбашка

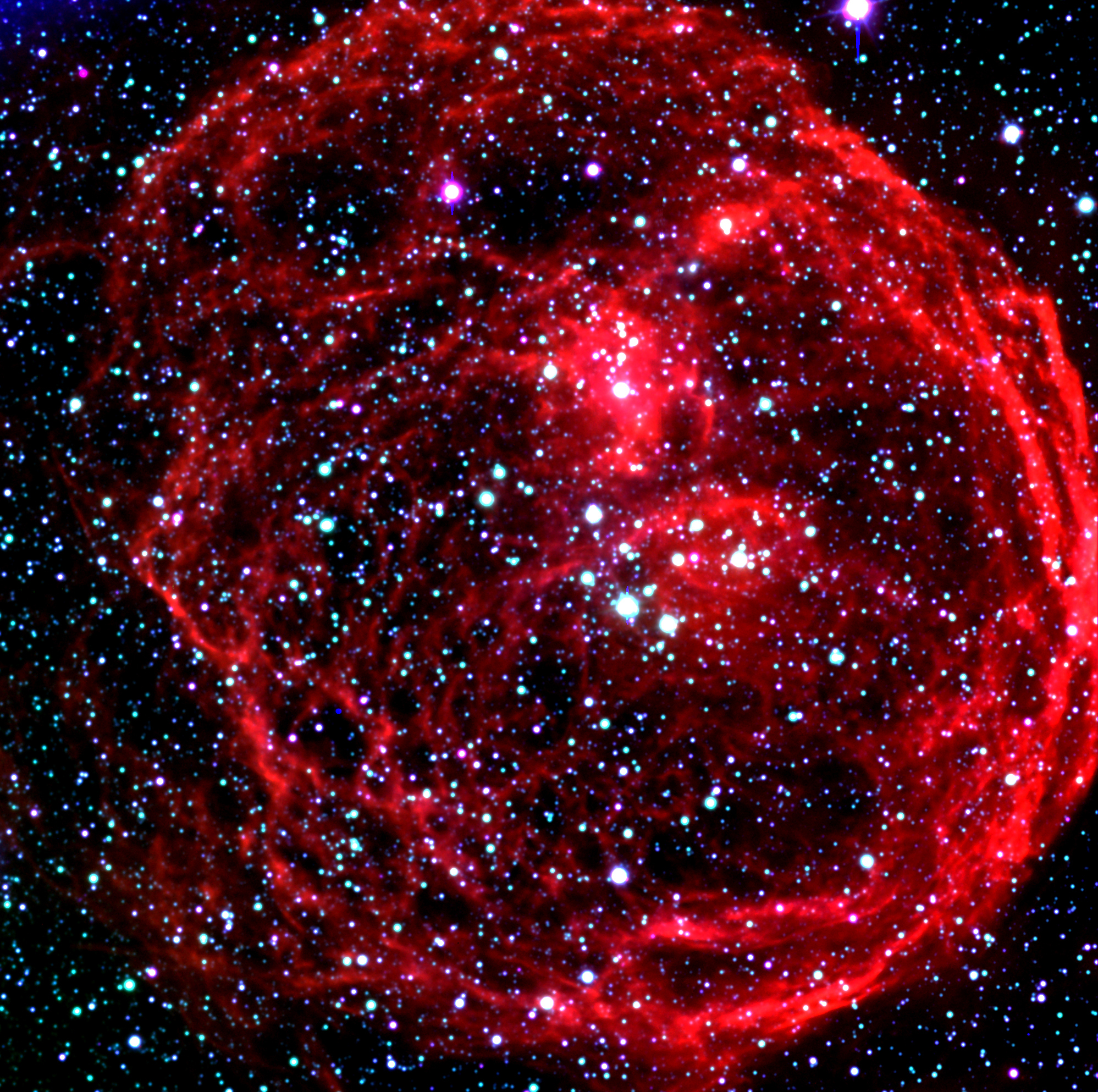
Надбульбашка Henize 70, також відома як N70 або DEM301, у Великій Магеллановій Хмарі

Надбульбашка (англ. superbubble) — порожнина в міжзоряному середовищі, що сягає сотень світлових років у діаметрі, заповнена розрідженим газом із температурою близько 106 K. Утворюється спалахами кількох наднових, а також потужним зоряним вітром гарячих масивних зір. Сонячна система перебуває поблизу центру старої космічної надбульбашки, відомої під назвою «Місцева бульбашка», межі якої можна виявити за різким збільшенням пилового поглинання світла зір на відстані, більшій кількохсот світлових років.

## Утворення
Наймасивніші зорі, із масами від восьми до, приблизно, ста сонячних мас, та спектральними класами О та B, зазвичай виявляють у групах, які називають OB-асоціаціями. Масивні зорі типу O характеризуються сильним зоряним вітром, і всі вони закінчують своє існування спалахом наднової.
Найпотужніші зоряні вітри за життєвий цикл зорі вивільнюють кінетичну енергію у 1051 ергів (1044 Дж), що еквівалентно спалаху наднової. Ці вітри можуть формувати бульбашки зоряного вітру, що простягаються на сотні світлових років. В OB-асоціаціях зорі перебувають досить близько одна до одної й утворені їхнім зоряним вітром бульбашки зливаються, поступово формуючи єдину велетенську бульбашку, яку називають надбульбашкою. Коли зорі помирають, спалахи наднових, спричинюють поширення у міжзоряному середовищі ударних хвиль, які можуть досягати ще більших розмірів, зі швидкістю розширення, яка сягає декількох км/с. Зорі в OB-асоціаціях не пов'язані гравітаційно, але віддаляються вони на малих швидкостях (близько 20 км/с), і порівняно швидко (за кілька мільйонів років) вичерпують своє ядерне паливо. Як результат, більшість спалахів наднових, якими закінчується існування таких зір, відбуваються в межах порожнин, утворених їхніми бульбашками зоряного вітру. Такі вибухи ніколи не утворюють видимого залишку наднової[джерело?], а натомість вивільняють енергію з гарячого осередка у формі звукових хвиль. Таким чином, як зоряні вітри, так і вибухи зір постачають енергію для нагрівання та розширення надбульбашки в міжзоряному середовищі.
Міжзоряний газ, який змітається надбульбашками під час їх розширення утворює навколо порожнини досить щільну оболонку. Такі оболонки були вперше виявлені за випромінюванням у радіолінії Гідрогену 21 см, що привело до формулювання теорії утворення надбульбашок. Вчені також спостерігали рентгенівське випромінювання з їхніх гарячих внутрішніх ділянок, оптичні лінії випромінювання з іонізованих оболонок, а також неперервний спектр в інфрачервоному діапазоні, що походить від пилу, який утворюється в оболонках таких надбульбашок. Рентгенівське та видиме випромінювання зазвичай спостерігають у молодших надбульбашках, тоді як старіші, більші об'єкти, які спостерігають на хвилі довжиною 21 см, можуть походити навіть від декількох надбульбашок, що злилися в одну, а тому їх іноді виділяють в окрему категорію, називаючи надоболонками (англ. supershells).
Досить великі надбульбашки можуть роздуватися крізь весь галактичний диск, вивільняючи свою енергію в Галактичне гало або навіть у міжгалактичне середовище.

## Приклади надбульбашок

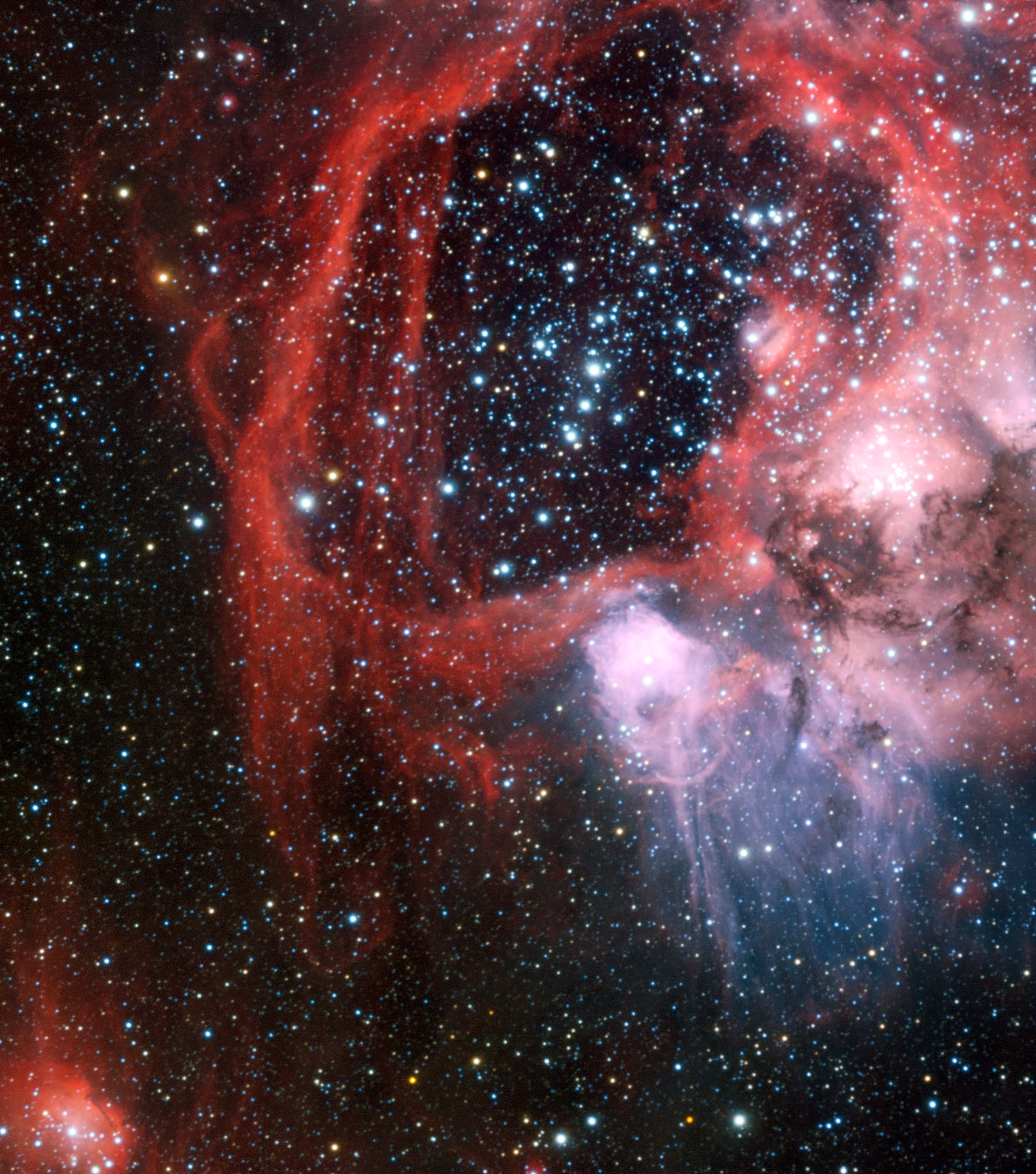
Дуже Великий Телескоп виконав знімок надбульбашки N44 (emission nebula) у Великій Магеллановій Хмарі. Авторство: ESO/Manu Mejias.

- LHA 120-N 44 (N44) у Великій Магеллановій Хмарі.[8][9]
- Надоболонка антицентру, надоболонка, яка раніше мала назву «Снікерс» (англ. Snickers)
- Henize 70[1]
- Monogem Ring[10]
- Надбульбашка Змієносця[11][12]
- Надоболонка Щита[13][14]
- Надбульбашка Оріона-Ерідана
- Надбульбашка Лебедя